# René Redzepi
René Redzepi (Copenhague, 1977) es el jefe de cocina y copropietario del restaurante Noma de Copenhague. Tiene «tres estrellas michelín» y en 2010, 2011, 2012 y 2014 ha sido considerado por el jurado de la revista Restaurant el mejor restaurante del mundo. Redzepi es especialmente conocido por su trabajo para reinventar y refinar una nueva cocina y alimentación nórdica, caracterizada por la inventiva y los sabores limpios.
Redzepi es hijo de padre albanés, que emigró a Dinamarca desde la República de Macedonia del Norte, y de madre danesa.
Redzepi trabajó como cocinero en el restaurante Pierre André de Copenhague y también en Kong Hans Kælder (en la misma ciudad), El Bulli en España y French Laundry en Estados Unidos.

## Reconocimientos
- 2022: Tres estrellas en la Guía Michelín.
- 2010: «Mejor restaurante del mundo» para Restaurant Magazine.
- 2008-2009: Dos estrellas en la Guía Michelín.
- 2008: «International Chef of the Year» en el simposio «Lo Mejor de la Gastronomia» de San Sebastián, España.[3]
- 2008: Los usuarios de la página web TripAdvisor califican su restaurante como el mejor del mundo.[4]